# 향

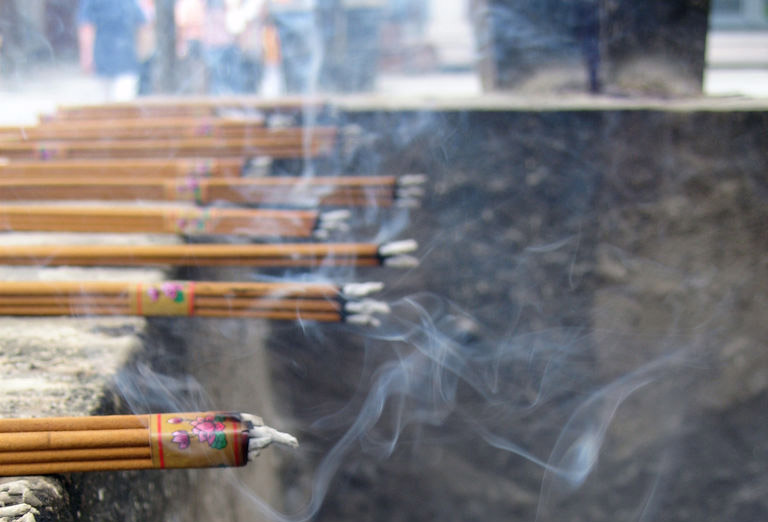
향

향(香, Incense)은 향내를 풍기는 물건, 또는 제전에 피우는 향내가 나는 물건의 통칭이다. 나무진, 나무조각, 나뭇잎 등으로 만들어 불에 태워서 향기를 피우는 물건으로, 이것을 태우면 나쁜 물건을 없애고 삼식을 깨끗하게 하므로 불전에 피워서 공양하는 공양구로 사용한다.
향은 아로마 식물 물질로 이루어지며 방향유가 병합되기도 한다.

## 가톨릭 전례에서 향 사용
향(香, incensum)을 피우는 것, 곧 분향은 가톨릭 전례에서 시편 141편 2절과 요한 묵시록 8장 3절에서 뜻하는 것처럼 공경과 기도를 표현한다.
가톨릭 예식의 미사에서 향을 사용하는 것은 1) 입당 행렬 때, 2) 미사 시작 때 십자가와 제대에, 3) 복음 행렬과 선포 때, 4) 예물 준비 때 예물, 제대, 십자가, 주교, 공동 집전자들과 백성에게, 4) 성체 축성 다음 성체와 성작을 받들어 보일 때 분향하여야 한다.
성체 공경 예식 등 다른 예식에서도 전례서의 지시에 따라 향을 사용한다.

## 같이 보기
- 향로
- 향로 (기독교)
- 향 그릇
- 향로 봉사자
- 향 그릇 봉사자
- 분향